# کنت (سیب و سوران)
کُنت، روستایی در دهستان کنت بخش هیدوچ شهرستان سیب و سوران در استان سیستان و بلوچستان ایران است. این روستا، مرکز دهستان کنت است.
فاصله روستای کنت از مرکز بخش هیدوچ (شهر هیدوچ) ۱۷ کیلومتر، تا مرکز شهرستان سیب و سوران (شهر سوران) ۶۰ کیلومتر و همچنین تا مرکز استان سیستان و بلوچستان (شهر زاهدان) برابر با ۴۱۰ کیلومتر است.

## جمعیت
بر پایه سرشماری عمومی نفوس و مسکن در سال ۱۳۹۵، جمعیت این روستا برابر با ۳٬۱۹۹ نفر (۸۴۵ خانوار) بوده است.